# National Democratic Party (Goldküste)
Die National Democratic Party (NDP) war eine politische Partei im heutigen Ghana, die bereits im Jahr 1950 während des Unabhängigkeitsprozesses der Kolonie Goldküste gegründet wurde. 

## Bestehen
Vorsitzender war Nii Amaa Ollennu, der später während der Militärjunta für kurze Zeit Staatsoberhaupt wurde.
Nach der durch Betreiben von Kwame Nkrumah provozierten Spaltung der United Gold Coast Convention, der ersten Partei Ghanas, schloss sich die National Democratic Party mit den Resten der UGCC zur Ghana Congress Party (GCP) zusammen.